# PLEASURE (中西保志のアルバム)
『PLEASURE』（プレジャー）は、中西保志4枚目のオリジナル・アルバム。1995年11月10日発売。発売元は日本コロムビア。

## 解説
前作から約1年4ヶ月ぶりの新作は2作の先行シングル「幸せのまえぶれ」「唇のかたち」を含む全10曲を収録。

## 収録曲
編曲：富田素弘（特記以外）　鳥山雄司（2.4.6）　幾見雅博（10）
1. Just be friends（5:34）[1]
  - 作詞：Qumico Fucci　作曲：マイケル・ブラウン
2. 未完成-Rough Sketch-（4:56）[1]
  - 作詞：山田ひろし　作曲：鳥山雄司・小倉良
3. 唇のかたち（5:18）[1]
  - 作詞：夏目純　作曲：富田素弘
4. Let it be, Let it go（4:26）[1]
  - 作詞：川村真澄　作曲：坂本洋
5. ALWAYS（5:05）[1]
  - 作詞：松井五郎　作曲：幾見雅博
6. 幸せのまえぶれ（4:38）[1]
  - 作詞：夏目純　作曲：鳥山雄司・小倉良
7. わすれもの（5:50）[1]
  - 作詞：川村真澄　作曲：坂本洋
8. Everlasting story（5:03）[1]
  - 作詞：夏目純　作曲：オズニー・メロ
9. Wanderers（6:57）[1]
  - 作詞：山田ひろし　作曲：水島康宏
10. Fine-フィーネ-（5:34）[1]
  - 作詞：夏目純　作曲：幾見雅博